# Landkreis Heydekrug
Der Kreis Heydekrug war ein 1818 gegründeter preußischer Landkreis im Regierungsbezirk Gumbinnen in Ostpreußen. 1920 fiel der größte Teil des Kreisgebietes an das vom Deutschen Reich abgetrennte und 1923 Litauen zugeschlagene Memelland. Sitz der Kreisverwaltung war die Gemeinde Heydekrug (heute Šilutė). Während der Wiederinbesitznahme des Memellandes zwischen 1939 und 1945 durch das Deutsche Reich war der Kreis nochmals in der Provinz Ostpreußen eingerichtet. Vom ehemaligen Kreisgebiet liegt das größere nördliche Teilgebiet heute im litauischen Distrikt Klaipėda (Memel) und der kleinere Südteil im Rajon Slawsk (Heinrichswalde) der russischen Oblast Kaliningrad.

## Geographie

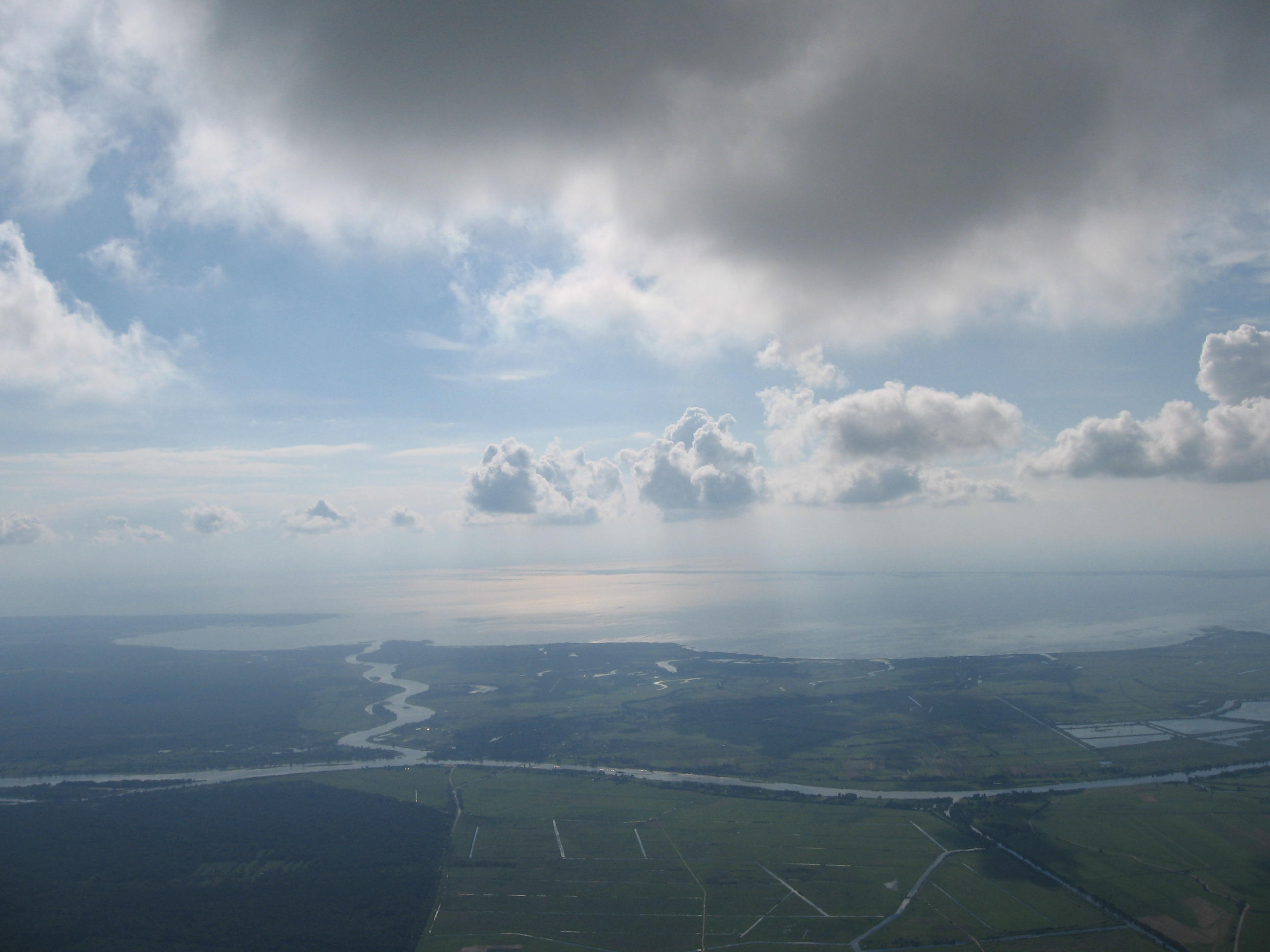
Blick von Norden auf Ruß (Russ) und die Mündungsarme des gleichnamigen Flusses (links), in der Bildmitte die Skirwieth/Skirwiet (heute die Grenze zwischen Litauen und Russland), rechts vorne die Atmath, im Hintergrund das Kurische Haff

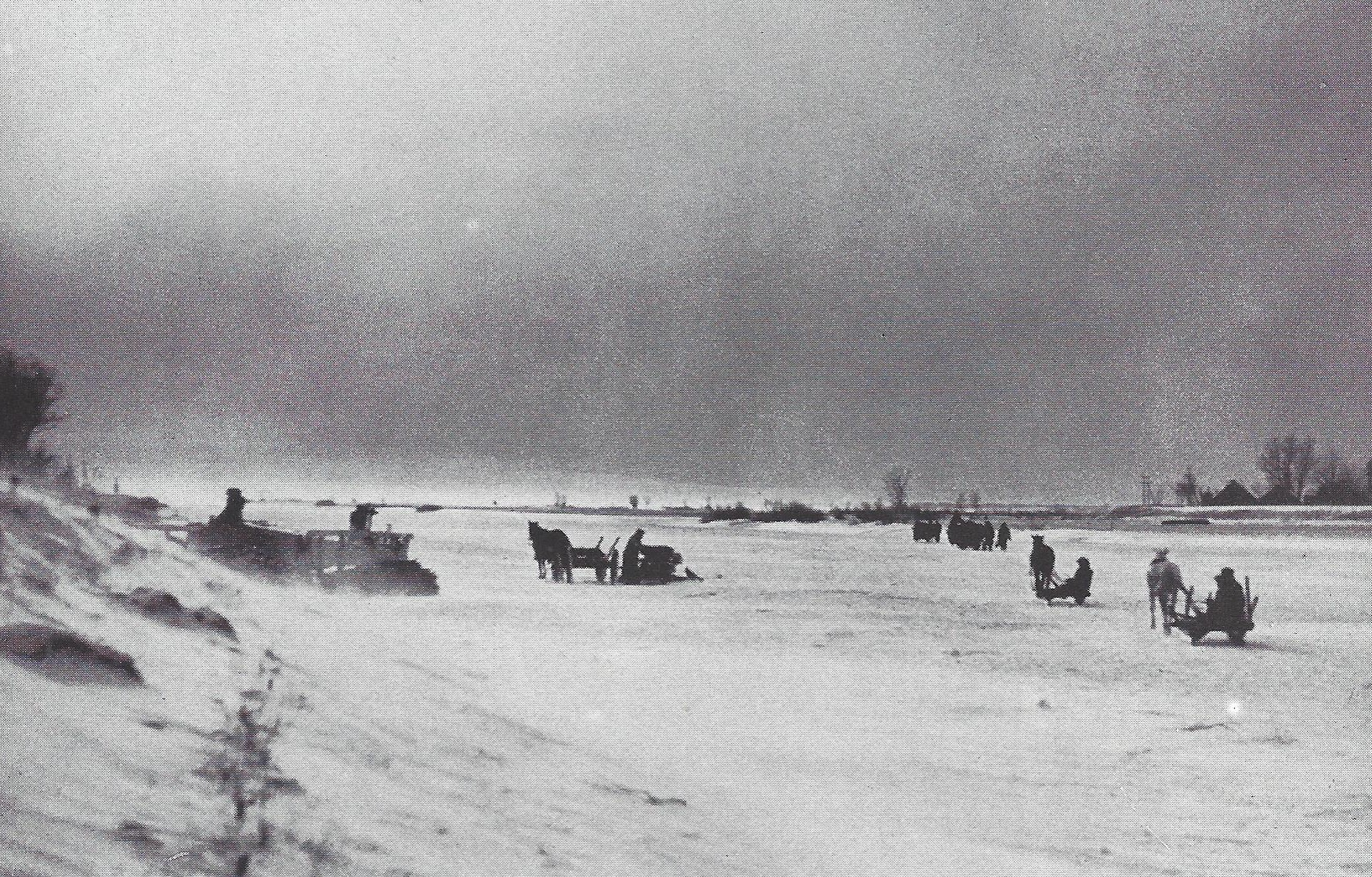
Winterlicher Skirwieth-Strom

Der Kreis lag in Preußisch Litauen am Kurischen Haff. Er grenzte im Westen mit einer Seegrenze sowie im Norden an den Kreis Memel, der zum Regierungsbezirk Königsberg gehörte, im Osten an das Russische Reich (Gouvernement Kowno) bzw. ab 1918 an Litauen, im Südosten an den Landkreis Tilsit und im Süden an den Kreis Niederung.
Die kleine Gemeinde Heydekrug erhielt erst 1941 das Stadtrecht. Bevor Heydekrug Stadt wurde, galt es auch als Flecken. Die nächstgelegenen größeren Städte waren Memel (45 km nördlich) und Tilsit (40 km südöstlich). Die Provinzhauptstadt Königsberg lag etwa 100 km südwestlich (jeweils Luftlinie, v. a. im letzten Fall ist der Landweg durch die Umfahrung des Haffs weit länger). Unmittelbar östlich der Grenze zu Russland/Litauen lag Žemaičių Naumiestis (deutsch Neustadt).
Durch den Süden des Kreisgebiets floss die Russ, ein Mündungsarm der Memel, der durch den gleichnamigen Ort verläuft und sich dort noch einmal teilt. Durch das nördliche Kreisgebiet floss die Minge, die hier in die Atmath mündet. An ihrem Ostufer lag das Sumpfgebiet Augustumaler Bruch. Die Atmath (einer der Russ-Arme) mündet beim Windenburger Eck bzw. bei der Windenburger Ecke in das Kurische Haff.
Der heute zu Russland gehörende Südteil des Kreises wurde 1920 vom Kreis abgetrennt und verblieb im Deutschen Reich. Nach dem Grenzregelungsvertrag vom 29. Januar 1928 verlief die deutsch-litauische Grenze im Kurischen Haff von der alten Kreisgrenze auf der Kurischen Nehrung in gerader Linie bis zur Ausflussstelle der Gerade-Ost ins Kurische Haff.

Der Kreis Heydekrug in den Grenzen von 1818 bis 1920

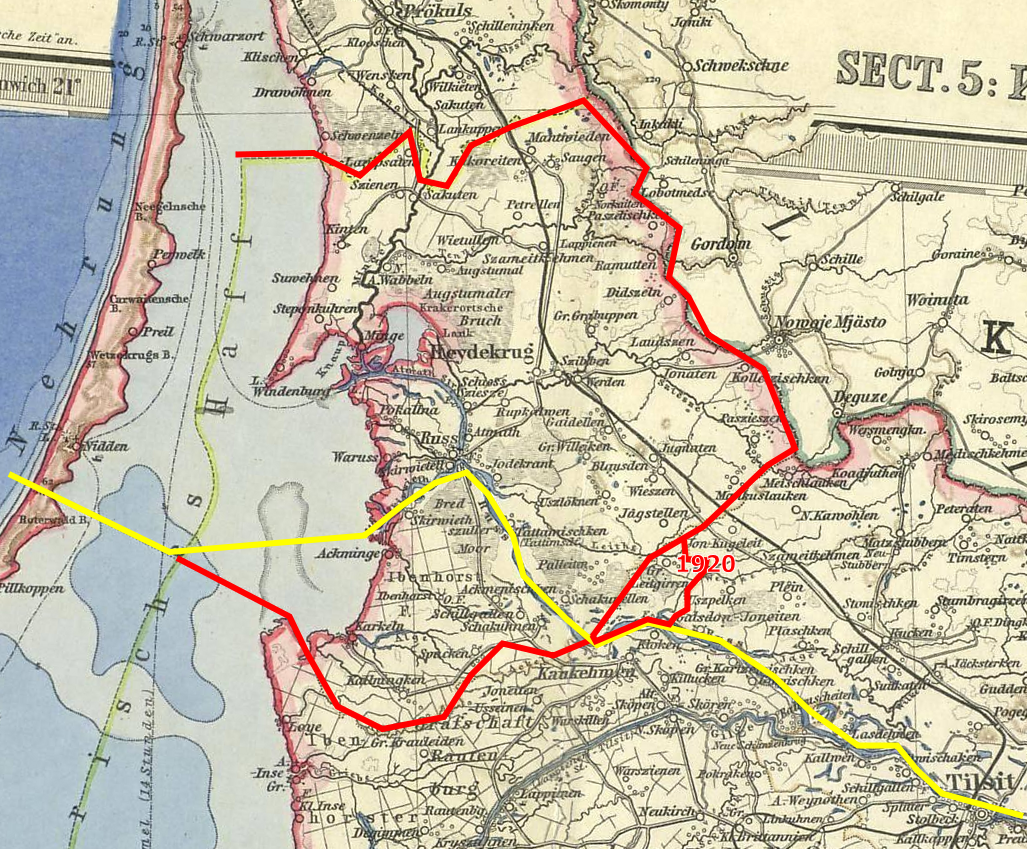
Grenzänderungen ab 1920
Rot: Kreisgrenzen,
Gelb: Heutige Grenze zwischen Litauen (Norden) und Russland (Süden).
Das heute zu Russland gehörende Gebiet wurde 1920 vom Kreis abgetrennt und kam 1922 zum Kreis Niederung, das rot markierte Gebiet des Kreises Niederung im Südosten kam 1920 hinzu.

## Geschichte
Das Gebiet des Kreises Heydekrug gehörte seit der Einteilung Ostpreußens in landrätliche Kreise von 1752 zu dem damaligen Kreis Insterburg. Im Rahmen der preußischen Verwaltungsreformen ergab sich mit der „Verordnung wegen verbesserter Einrichtung der Provinzialbehörden“ vom 30. April 1815 die Notwendigkeit einer umfassenden Kreisreform in ganz Ostpreußen, da sich die 1752 eingerichteten Kreise als unzweckmäßig und zu groß erwiesen hatten. Zum 1. September 1818 wurde im Regierungsbezirk Gumbinnen aus Teilen des alten Kreises Insterburg der neue Kreis Heydekrug gebildet. Dieser umfasste die damaligen Kirchspiele Kallningken, Kinten, Ruß, Schakuhnen und Werden. Das Landratsamt befand sich in Heydekrug.
Seit dem 3. Dezember 1829 gehörte der Kreis nach dem Zusammenschluss der Provinzen Preußen und Westpreußen zur neuen Provinz Preußen mit dem Sitz in Königsberg i. Pr. Seit dem 1. Juli 1867 gehörte der Kreis zum Norddeutschen Bund und ab dem 1. Januar 1871 zum Deutschen Reich. Nach der Teilung der Provinz Preußen in neuen Provinzen Ostpreußen und Westpreußen wurde der Kreis Heydekrug am 1. April 1878 Bestandteil Ostpreußens.
Mit dem Inkrafttreten des Friedensvertrages von Versailles am 10. Januar 1920 fiel der nördlich des Memel-Mündungsarmes Ruß liegende Hauptteil des Kreises Heydekrug an das neu errichtete Memelgebiet. Der beim Deutschen Reich verbliebene südliche Teil des Kreises wurden vorläufig vom Landrat des Kreises Niederung in Heinrichswalde mitverwaltet und zum 1. Juli 1922 förmlich in diesen Kreis eingegliedert.
Der Skirwieth-Strom teilt sich kurz vor der Mündung in das Haff in zwei Arme, die Wittinnis-Ost und die Ostraginnis-Ost, die eine vorgelagerte Insel, den Helena-Werder, umfließen. Die Zugehörigkeit des Helena-Werders zum Memelgebiet war ursprünglich umstritten. Anfänglich hatte das Deutsche Reich den Helena-Werder für sich in Anspruch genommen, so dass der nördliche Mündungsarm des Skirwieth-Stromes die neue Grenze gebildet hätte. Da die Grenzziehung durch den Versailler Vertrag hier nicht eindeutig war, ließ der französische Gouverneur, General Odry, eine Entscheidung der mit der Durchführung des Friedensvertrags beauftragten Botschafterkonferenz herbeiführen. Diese traf ihre Entscheidung dahingehend, dass als Grenzlinie derjenige Mündungsarm des Skirwieth-Stromes zu gelten hat, der die Schifffahrtslinie bildet. Da der südliche Arm (die Ostraginnis-Ost) die Schifffahrtslinie bildete, wurde der Helena-Werder dann in das Memelgebiet einbezogen. Endgültig wurden die Grenzstreitigkeiten erst durch den Vertrag zwischen dem Deutschen Reich und der Republik Litauen über die Regelung der Grenzverhältnisse vom 29. Januar 1928 beigelegt. In diesem Vertrag wurden z. B. auch die Grenzen auf den Memelbrücken in Tilsit geregelt.
Am 10. Januar 1923 wurde das Memelgebiet von litauischen Truppen besetzt und am 7. Mai 1923 unter litauische Oberhoheit gestellt.

## Demographie
| Jahr | Anzahl | Bemerkungen                                                                                            |
| ---- | ------ | --- |
| 1818 | 21.896 | [ 5 ]                                                                                                  |
| 1836 | 23.267 | [ 6 ]                                                                                                  |
| 1846 | 33.208 | [ 7 ]                                                                                                  |
| 1867 | 37.391 | am 3. Dezember                                                                                         |
| 1871 | 37.739 | am 1. Dezember                                                                                         |
| 1885 | 42.394 | |
| 1890 | 42.143 | [ 9 ]                                                                                                  |
| 1895 | 42.554 | |
| 1900 | 42.825 | [ 9 ]                                                                                                  |
| 1905 | 43.268 | Sprachen: 23.279 Litauisch, 19.124 Deutsch; Religion: 40.906 Evangelische, 1.738 Katholiken, 241 Juden |
| 1910 | 43.309 | 53 % der Einwohner benutzen Litauisch als Muttersprache                                                |

## Politik

### Wahlen
Im Deutschen Kaiserreich bildete der Kreis Heydekrug zusammen mit dem Kreis Memel den Reichstagswahlkreis Königsberg 1.

### Landräte
- 1818–185300Carl Zobel von Zabeltitz
- 1853–186600Theodor Degen
- 1866–186700Richard Kunisch von Richthofen (kommissarisch)
- 1867–189800Richard von Lyncker
- 1898–190900Rudolf Domrich
- 1909–191000Johannes Franz Kunze
- 1910–191400Heinrich Peters
- 1914–191500Ernst Ancker (vertretungsweise)
- 1915–191600Heinrich Hahn (kommissarisch)
- 1916–191900Arnold Fuhrmann
- 1919–192000Hugo Swart
- 1920–192200Otto Kahl (Landrat des Kreises Niederung)

## Gemeinden
Im Jahre 1910 gehörten zum Kreis Heydekrug 157 Landgemeinden. Die Gemeinden, die 1920 im Deutschen Reich verblieben und zum Kreis Niederung kamen, sind mit NIE gekennzeichnet.
- AbschreyNIE
- AckelningkenNIE
- AckmenischkenNIE
- AckmingeNIE
- Alk
- Atmath
- Augstumal
- Barsdehnen
- Barsduhnen
- Barwen
- Berzischken
- Blaszen
- Blausden
- Bliematzen
- Bögschen
- Bruiszen
- Bruisz-Pakull
- Cyntionischken
- DerwehlischkenNIE
- Didszeln
- Dronszeln
- Eydaten
- Gaidellen
- Gaitzen
- GirgsdenNIE
- Girreningken
- Gnieballen
- Groß Grabuppen
- Gurgsden
- Hermannlöhlen
- Heydekrug
- Jagstellen
- JäkischkenNIE
- Jodekrandt
- JodischkenNIE
- Jonaten
- Jugnaten
- Jündschen
- Kallningken, KirchdorfNIE
- Kallningken, Ksp. Werden
- Kallwellischken
- Kanterischken
- KarkelnNIE
- KatrinigkeitenNIE
- Kinten
- Kioschen
- Kirlicken
- Kischken
- Klein Grabuppen
- Klugohnen
- Klumben
- Kolleschen
- Kuhlins
- Kukoreiten
- Kurpen
- LabbenNIE
- Lampsaten
- Lapallen
- Laschen
- Laudszen
- Laugallen
- LebbedenNIE
- Lenken
- Liekertischken
- LukischkenNIE
- LuttkenNIE
- Mankuslauken
- Mantwieden
- Maszellen
- Maszen
- Matzken
- Medellen
- Mestellen
- Metterqueten
- Michelsakuten
- Minge
- Minneiken
- Mischkogallen
- Mussaten
- NaussedenNIE
- Neusaß-Gritzas
- Neusaß-Scheer
- Neusaß-Sköries
- Ogeln
- Okslinden
- Pagrienen
- Paleiten
- ParungalnNIE
- Paszelischken
- Paszieszen
- Pauern
- Paweln
- PerkuhnenNIE
- Petrellen
- Piktaten
- Pokallna
- Prätzmen
- PustuttenNIE
- Ramutten
- Raudszen
- RewellenNIE
- Ridszen
- Röbsden
- Rogaischen
- Ruboken
- Rudienen
- Rupkalwen
- Ruß
- Saugen
- Sausgallen
- SchakuhnenNIE
- Schakunellen
- SchillgallenNIE
- Schillmeyszen
- Schillwen
- Schlaszen
- SchneiderendeNIE
- SchudereitenNIE
- Skirwietell
- SkirwiethNIE
- SpuckenNIE
- StaldszenNIE
- Stankischken
- Sturmen
- Suwehnen
- Swarren
- Szagaten
- Szagatpurwen
- Szameitkehmen
- Szauken
- Szibben
- Szienen
- Sziesgirren
- Sziesze
- Tarwieden
- Tattamischken
- Tautischken
- ThewellenNIE
- Thumellen
- TirkselnNIE
- Trakseden
- TramischenNIE
- TumstallisNIE
- Uszlöknen
- Wabbeln
- Warruß
- Werden
- WieszeitenNIE
- Wieszen
- Wietullen
- Wilkomeden
- Willeiken
- Windenburg
- WirballenNIE
- Wirkieten
- WittkenNIE
- Woitkaten

Vor 1922 aufgelöste Gemeinden
- Antonischken, am 2. August 1893 zu Pustutten
- Asznugarrn, am 11. November 1895 zu Lebbeden
- Atmath, am 1. Oktober 1921 zu Ruß
- Balschin, 1892 zu Derwelischken
- Barsduhnen, am 4. März 1913 zu Heydekrug
- Baupeln, am 15. September 1902 zu Szameitkehmen
- Cyntionischken, am 24. Mai 1911 zu Heydekrug
- Eglagirren, am 2. August 1893 zu Pustutten
- Karschen, 1892 zu Wirballen
- Kogsten, 1902 zu Michelsakuten
- Kuppern, am 23. Dezember 1901 zu Luttken
- Luttkomanscheit, am 23. Dezember 1901 zu Luttken
- Mikut-Schudereiten, am 2. Juni 1902 zu Schudereiten
- Mitzkomantwill, 1893 zu Tirkseln
- Mulkischken, am 17. Juli 1893 zu Pagrienen
- Oszkarten, 1890 zum Forstgutsbezirk Norkaiten
- Pallugehl, am 2. August 1893 zu Pustutten
- Pelletkallen, 1895 zu Catriningkeiten
- Peterischken, am 2. August 1893 zu Pustutten
- Raukutten, am 16. März 1903 zu Berzischken
- Rudden, am 2. Juni 1902 zu Schudereiten
- Sakuten, 1902 zu Michelsakuten
- Szibben, am 24. Mai 1911 zu Heydekrug
- Tattamischken Abbau, ca. 1905 zu Paleiten
- Tumstallis, am 18. Dezember 1911 zu Schudereiten
- Valtinkratsch, ca. 1905 in einen Gutsbezirk umgewandelt
- Weszaiten, am 20. April 1897 zu Werden
- Wilken, am 22. Mai 1893 zu Klugohnen

## Verkehr

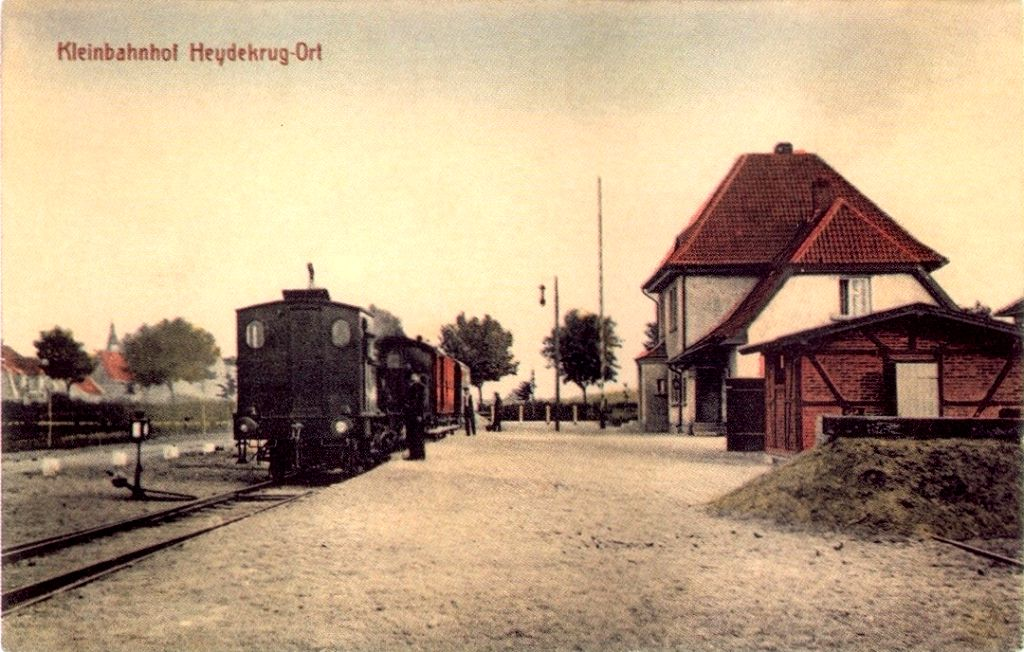
Kleinbahnhof Heydekrug

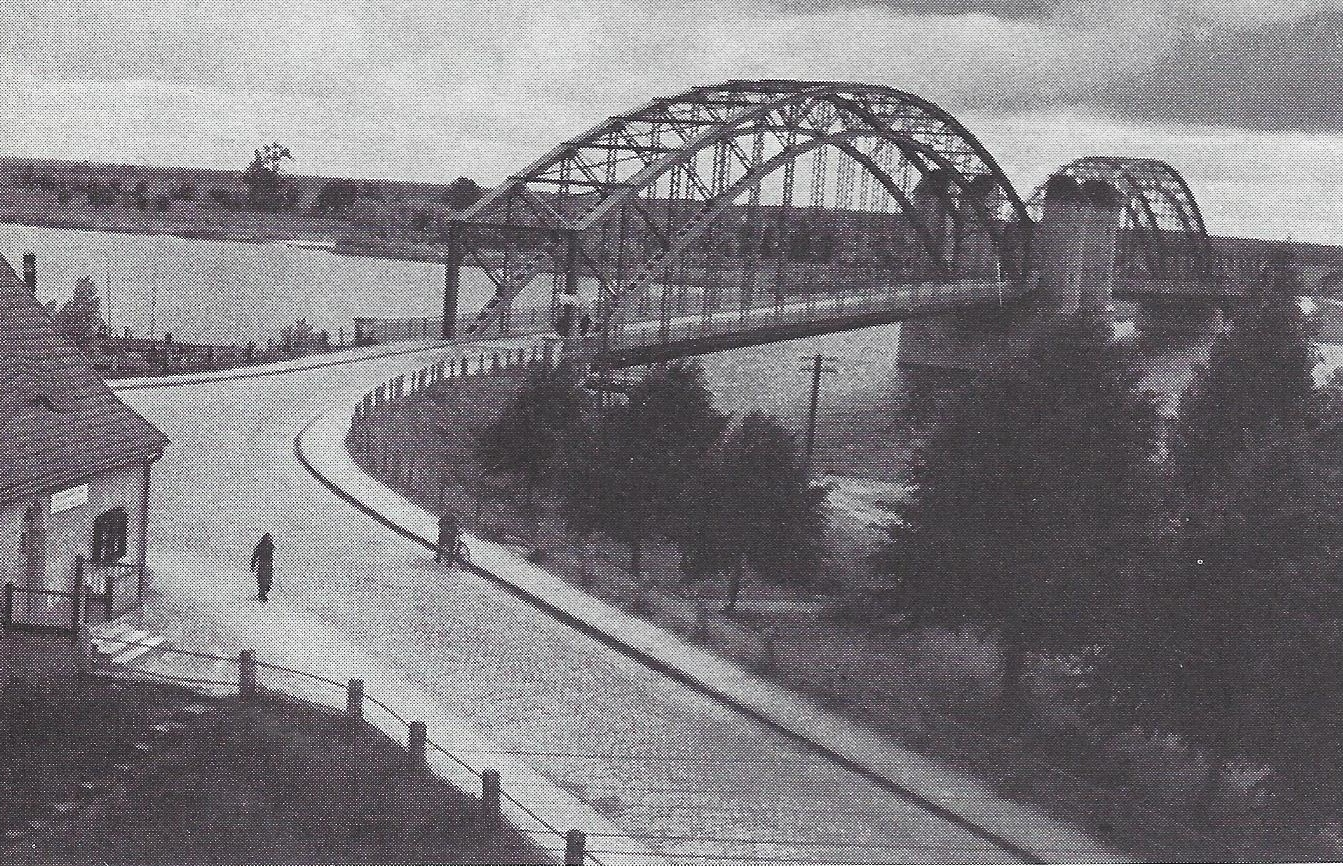
Petersbrücke

Durch das Kreisgebiet führte eine von der Preußischen Staatseisenbahn betriebene Strecke von Tilsit über Pogegen (Pagėgiai) und Heydekrug nach Memel, die am 1. Juni 1875 eröffnet wurde. Die Strecke wurde 1892 bis zur deutschen Grenzstation Bajohren verlängert und führte später über Kretinga (deutsch Krottingen) bis nach Riga.
Von Heydekrug führte eine 14,2 km lange normalspurige Kleinbahn nach Kolleschen. Sie wurde am 1. Dezember 1913 eröffnet. Die Schienen wurden nach dem Zweiten Weltkrieg demontiert.
Die Reichsstraße 132 führte von Tilsit über Heydekrug und Memel bis in das nördlichste Dorf Deutschlands, nach Nimmersatt (Nemirseta). Dort bestand ein Grenzübergang ins litauische Polangen (Palanga).
Im Oktober 1914 wurde die erste Brücke über die Atmath bei Ruß (Russ), die nach dem damaligen Landrat benannte Petersbrücke, dem Verkehr übergeben. Sie besaß zwischen den beiden großen Stahlbogen eine elektrisch betriebene Klappbrücke für den Durchlass von Segelschiffen. Am 9. Oktober 1944 wurde die Petersbrücke von deutschen Pionieren während des Rückzugs der Wehrmacht gesprengt. Erst 1974 wurde eine neue Brücke rund 400 m nördlich der zerstörten Brücke gebaut. Sie besitzt keine Klappbrücke mehr für große Segelschiffe. Die neue Brücke ist 332 m lang. Ihre größte Durchfahrtshöhe bei Mittelwasser beträgt allerdings 15 Meter.
Von Ruß (Russ) führte eine Fährverbindung nach Nidden (Nida) und Schwarzort (Juodkrantė) auf der Kurischen Nehrung und von dort weiter nach Memel. Ausflugsdampfer fuhren auch von Heydekrug zur Kurischen Nehrung.

## Der Kreis Heydekrug von 1939 bis 1945

### Geschichte
Infolge des Deutschen Ultimatums an Litauen kam der Kreis Heydekrug am 22. März 1939 von Litauen (Memelgebiet) zurück ans Deutsche Reich. Er wurde wie vor 1920 wieder in den Regierungsbezirk Gumbinnen in der Provinz Ostpreußen eingegliedert. 
Mit der Auflösung des benachbarten Kreises Pogegen wurde der Kreis Heydekrug erheblich vergrößert. Er erhielt am 1. Oktober 1939
- aus dem aufgelösten Kreis Pogegen die Landgemeinden Akmonischken, Alt Stremehnen, Altweide, Augskieken, Bersteningken, Coadjuthen, Heydeberg, Kaszemecken, Kawohlen, Matzstubbern, Medischkehmen, Meischlauken, Mädewald, Pageldienen, Pakamonen, Skerswethen, Steppon-Rödszen, Stonischken, Szameitkehmen, Uszpelken und Wersmeningken und den Gutsbezirk Dingken, Forst (teilweise) sowie
- aus dem Kreis Elchniederung die Gemeinden Elchwinkel und Skirwiet.[15]

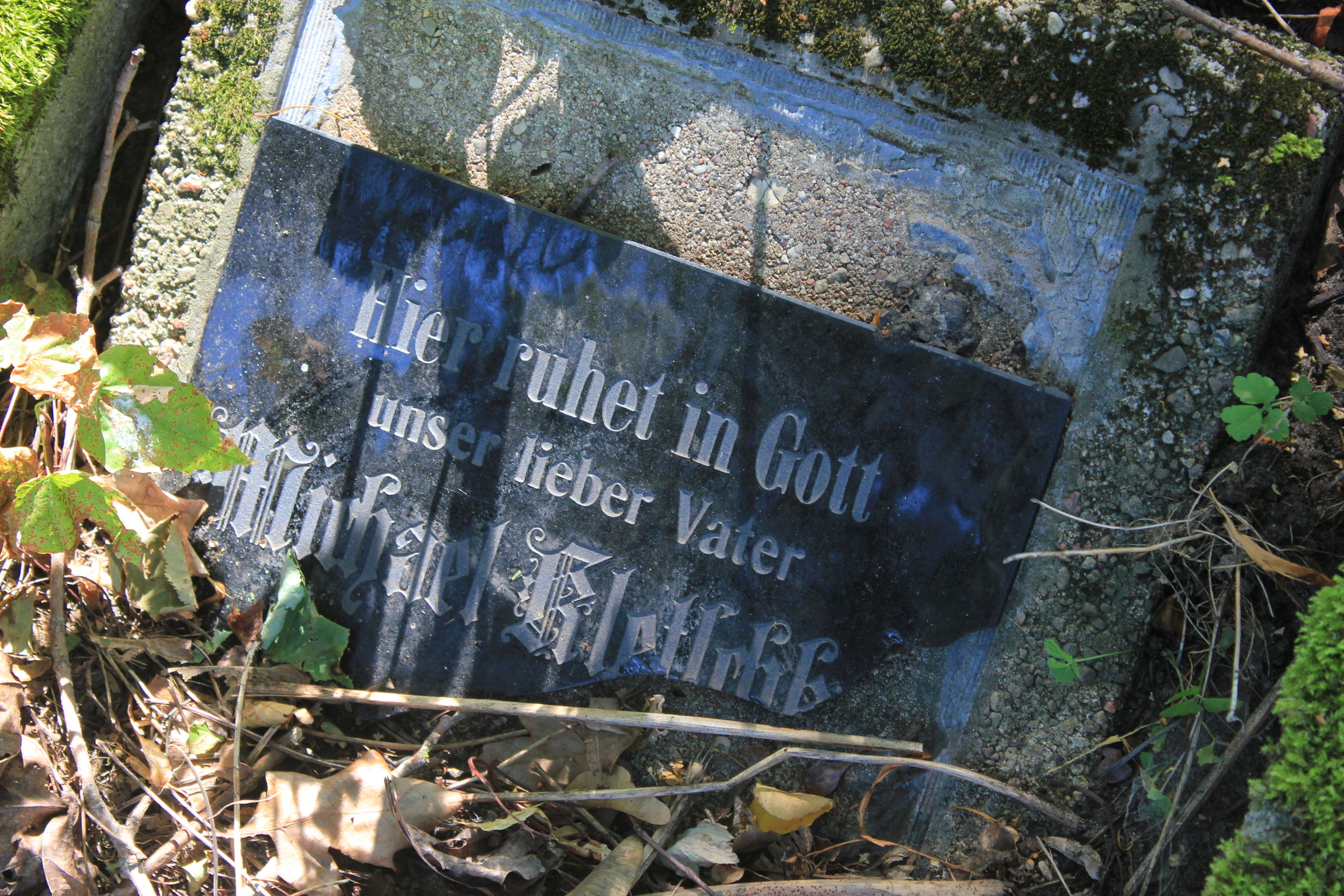
Grabstein auf dem ehemaligen deutschen Friedhof von Uszlöknen (Užliekniai)

Das Kreisgebiet wurde im Oktober 1944 von der Roten Armee während der Baltischen Operation besetzt und kam danach zur Sowjetunion, die den Norden der Litauischen und den Süden der Russischen Sowjetrepublik zuordnete. Die ansässige deutsche Bevölkerung wurde, soweit sie nicht geflohen war, in der Folgezeit bis 1950 aus dem Kriegsgebiet vertrieben.
Seit der Auflösung der Sowjetunion liegen die beiden Kreisteile entsprechend in Litauen und der russischen Oblast Kaliningrad (als Teil des Rajons Slawsk, der aus dem früheren Kreis Elchniederung hervorging).

### Landräte
- 19390000000Otto Bochum
- 19390000000Noack (vertretungsweise)
- 19390000000Helmut Damerau (vertretungsweise)
- 1939–194000Noack (vertretungsweise)
- 19400000000Seiler (vertretungsweise)
- 1940–194200Schmidt (vertretungsweise)
- 19420000000Helmut Damerau
- 1942–194300Krause (vertretungsweise)
- 1943–194400Gerhard Kolhoff (vertretungsweise)

### Kommunalverfassung
Die kommunale Gliederung in Landgemeinden und in Gutsbezirke blieb im Wesentlichen auch in der memelländischen Zeit bestehen. Die Entwicklung, die in den 1920er und 1930er Jahren in Preußen stattgefunden hatte, wurde nach der Rückgliederung am 1. Mai 1939 vorgenommen. Zu diesem Zeitpunkt wurde die im Deutschen Reich bereits längere Zeit gültige Deutsche Gemeindeordnung vom 30. Januar 1935 eingeführt, wonach die bisherigen Landgemeinden nun als Gemeinden bezeichnet wurden. Am selben Tag fand eine Gebietsreform statt, bei der nahezu alle Gutsbezirke aufgelöst und benachbarten Gemeinden zugeteilt wurden; ferner wurde die Zahl der Gemeinden durch Zusammenlegungen erheblich verringert. Auch die Zusammenfassung der Gemeinden in Amtsbezirke änderte sich. Die Landgemeinde Heydekrug, die mittlerweile städtische Züge trug, erhielt am 27. September 1941 die Bezeichnung „Stadt“. Eine neue Kreisverfassung wurde nicht mehr geschaffen; es galt weiterhin die Preußische Kreisordnung für die Provinzen Ost- und Westpreußen, Brandenburg, Pommern, Schlesien und Sachsen vom 13. Dezember 1872 in der seit 1. April 1884 gültigen Fassung.

### Ortsnamen
Eine radikale Eindeutschung der memelländisch-litauisch-kurischen Ortsnamen war zwar vorbereitet, wurde aber bis Kriegsende nicht mehr durchgeführt. Die letzte offizielle Änderung eines Ortsnamens erfolgte am 9. Juli 1942. Hierbei wurde die Gemeinde Heydeberg in Kugelhof umbenannt.